# Lage Erfbrug
De Lage Erfbrug is een stalen basculebrug over de Delfshavense Schie, in de deelgemeente Delfshaven in de Nederlandse gemeente Rotterdam. De Lage Erfbrug ligt in het verlengde van de Nieuwe Binnenweg. De brug wordt gepasseerd door tramlijn 4.
De Lage Erfbrug is gebouwd in 1926 toen de Coolhaven werd gegraven. Vóór de aanleg van de Coolhaven eindigde de Delfshavense Schie bij de Aelbrechtssluis in Delfshaven. Via de Aelbrechtskolk en de Voorhaven konden schepen doorvaren naar de Nieuwe Maas. Het Lage Erf was de naam van het plein aan het eind van de Schie.
De Lage Erfbrug is in 2008 vervangen door een nieuwe brug.